# Saurer 2 DM
Der Saurer 2 DM ist ein allradgetriebenes (4x4) Lastwagenmodell, das die Adolph Saurer AG ab 1959 herstellte. Es handelt sich um einen Rechtslenker mit einer Nutzlast von 4,9 Tonnen.
Die Schweizer Armee setzte ihn ab 1964 ein. Unter anderem auch in mehreren Spezialausführungen, wie dem Muldenkipper, Schneepflug oder Flugzeugtankwagen.  Baugleich war das Modell Berna 2VM von der Motorwagenfabrik  Berna AG Olten. Ab 1964 wurden ca. 3200 Stück gebaut.
Der 2 DM wurde auch für zivile Zwecke verkauft.